# 艾蒂安·皮埃尔·旺特纳
艾蒂安·皮埃尔·旺特纳（法語：Étienne Pierre Ventenat）（1757年3月1日—1808年8月13日）是法国植物学家。
他出生于法国中部的利摩日，担任巴黎的圣日内瓦神学图书馆馆长，他曾访问英国并参观了其植物园，因此萌发了研究植物的兴趣，他在植物学家夏尔·路易·莱里捷·德布吕泰勒(Charles Louis L'Héritier de Brutelle，1746–1800)的帮助下，取得一定成就，于1795年被选为法国科学院院士。
1794年，他写了一篇论文《为中学生的植物学原理》（Principes de botanique, expliqués au Lycée républicain par Ventenat），后来他觉得这篇论文水平太低，就收回所有材料并销毁。1798年，他将朱西厄的拉丁文本《普通植物学》翻译为法文出版，同时增加了一些关于植物性质和利用方面的材料。
1799年，他出版了关于雅克·菲利普·马丁·塞尔(1740–1806)的植物园中植物的《识别和描述塞尔植物园中新种植物》（Description des plantes nouvelles et peu connues, cultivées dans le jardin de J.-M. Cels）一书，1803年，出版了《马尔梅松植物园》，描述和识别在马尔梅松城堡的植物园和温室中的植物。